# Boyd Mwila
Boyd Mwila, född 28 juli 1984, är en zambisk fotbollsspelare.

## Karriär
Mwila kom till Djurgårdens IF från Örgryte inför säsongen 2009 och fick ett kontrakt fram till 2012. Inför säsongen 2010 blev han utlånad till FC Trollhättan som då spelade i Superettan. Även för säsongen 2011 blev Mwila utlånad till FC Trollhättan som då hade trillat ner till Division 1 Södra. I november 2011 nådde Djurgården och Mwila en överenskommelse att riva kontraktet som gällde till och med 2012.
Mwila blev sedan kvar i FC Trollhättan för säsongen 2012, men som Trollhättan-spelare istället för som utlånad DIF-spelare. Sommaren 2012 valde Mwila och FCT bryta samarbetet och gå skilda vägar. Strax efter skrev han på ett korttidskontrakt med division-4 klubben Vänersborgs FK. Mwila stannade kvar i klubben ytterligare två säsonger. Under säsongen 2013 gjorde han 17 mål i Division 4 Norra och hjälpte Vänersborgs FK att bli uppflyttade. Under säsongen 2014 vann klubben även Division 3 Nordvästra Götaland och Mwila gjorde 11 mål.
Till säsongen 2015 gick han över till lokalkonkurrenten Vänersborgs IF. Under säsongen 2015 spelade Mwila endast sju matcher och gjorde ett mål innan han var tvungen att åka hem till Zambia på grund av en familjeangelägenhet. Men i mars 2016 blev han klar för en fortsättning i klubben.

## Säsongsfacit: seriematcher / mål
- 2012: ?
- 2011: ? (5 mål)
- 2010: 23 / 3
- 2009: 19 / 2
- 2008: 27 / 6
- 2007: 23 / 3
- 2006: 23 / 6
- 2005: 21 / 3
- 2004: 13 / 1
- 2003: 5 / 4